# Pomorska Biblioteka Cyfrowa
Pomorska Biblioteka Cyfrowa – biblioteka cyfrowa, współtworzona przez instytucje naukowe i kulturowe Pomorza. 

Pomorska Biblioteka Cyfrowa stawia sobie za cel udostępnienie:
- pełnych tekstów zasobów piśmienniczych instytucji partnerskich, w tym do zbiorów zabytkowych i starodruków, stanowiących zabytki piśmiennictwa regionu,
- innych rodzajów zbiorów, w tym muzykaliów, dokumentów życia społecznego, nagrań radiowych, zbiorów graficznych, kartograficznych
- ustawicznie rozwijanej oferty bibliotek o nowe publikacje i nowe interesujące dla czytelników kolekcje tematyczne,
- interesujących zbiorów z punktu widzenia historii i kultury regionu, w tym dotyczących historii miasta Gdańska, Gdyni, zbiorów kaszubskich, dokumentów życia społecznego, zabytkowych zbiorów kartograficznych[2].

## Instytucje Partnerskie
- Politechnika Gdańska - partner wiodący[potrzebny przypis]
- Uniwersytet Gdański
- Biblioteka Gdańska PAN
- Akademia Sztuk Pięknych w Gdańsku
- Gdański Uniwersytet Medyczny
- Akademia Morska w Gdyni
- Akademia Muzyczna w Gdańsku
- Akademia Wychowania Fizycznego i Sportu im. Jędrzeja Śniadeckiego w Gdańsku
- Pomorska Biblioteka Pedagogiczna im. Gdańskiej Macierzy Szkolnej w Gdańsku
- Pedagogiczna Biblioteka Wojewódzka w Słupsku
- Centrum Inicjatyw Edukacyjnych - Biblioteka Pedagogiczna Kartuzy
- Muzeum Piśmiennictwa i Muzyki Kaszubsko-Pomorskiej w Wejherowie
- Miejska Biblioteka Publiczna w Gdyni
- Morski Instytut Rybacki w Gdyni